# Дівчина з легенди
«Дівчина з легенди» — радянський двосерійний художній телефільм, випущений в 1980 році кіностудією «Узбекфільм».

## Сюжет
Про долю героїні Громадянської війни Майни Хасанової. Майна народилася в Бухарі. Дочка мисливця, смілива і весела дівчина, вона привільно живе в будинку батька, але після його смерті біднячку за жорстокими законами шаріату насильно видають заміж за багатого бая. Горда і незалежна Майна не може миритися з долею наложниці — вона вибирає шлях до свободи, який приведе її до революціонерів, разом з якими вона повстає проти баїв і басмачів — вона стане першою узбечкою, що вступила в Червону Армію, зробить подвиг, розповідь про який буде передаватися з вуст в уста, і буде нагороджена орденом Бойового Червоного Прапора.

## У ролях
- Шоїра Турсунбаєва — Майна Хасанова
- Хамза Умаров — Абдукарім
- Джавлон Хамраєв — Мад'яров
- Юрій Назаров — Іван Шувалов
- Куатбай Абдреїмов — Валіхан
- Мохаммед Рафіков — Усманбек
- Рустам Тураєв — Абдулла
- Назрулла Саїбов — Замон
- Рашид Маліков — Абдулвахоб
- Джамал Хашимов — Нігмат
- Хабібулла Карімов — Боїтбей
- Яхйо Файзуллаєв — Хабіб
- Шаріф Кабулов — Кабул
- Бахтійор Іхтіяров — Хакім
- Уктам Лукманова — Фатіма
- Федір Котельников — Олександр Зеленчук
- Хабіб Наріманов — Хасан-мисливець, батько Майни
- Закір Мухамеджанов — дядько Майни
- Раззак Хамраєв — Мурад-мірза
- Володимир Сошальський — посланець еміра
- Бахтіяр Касимов — посланець Усманбека
- Роман Хомятов — Михайло Фрунзе
- Володимир Прохоров — єсаул
- Євген Красавцев — Єрмолаєв, казак
- Сагді Табібуллаєв — господар двору

## Знімальна група
- Режисери — Георгій Бзаров, Акмаль Акбарходжаєв
- Сценарист — Артур Макаров
- Оператори — Даврон Абдуллаєв, Вадим Бахтєєв
- Композитор — Руміль Вільданов
- Художник — Вадим Добрін